# Vita Christi
Vita Christi (pol. Życie Chrystusa) – główne dzieło Ludolfa Kartuza z Saksonii, niemieckiego mnicha z zakonu kartuzów (1300–1378), pisane przez 40 lat i ukończone w 1374.

## Treść
Jest to nie tylko biografia Chrystusa, ale syntetyczna historia przeplatana komentarzami Ojców kościoła, rozważaniami dotyczącymi doktryny i moralności, naukami duchowymi, medytacją i modlitwami. Wywarła znaczący wpływ na rozwój medytacji chrześcijańskiej. Wprowadza koncepcję bezpośredniego, wirtualnego uczestnictwa czytelnika w scenach biblijnych, głównie dotyczących życia Chrystusa. Z tego powodu odegrała ważną rolę w ruchu Devotio moderna.

## Znaczenie
W średniowieczu z powodu popularności określana była summa evangelica. Dowodem na jej znaczenie jest duża liczba zachowanych kopii i wydań, od dwóch pierwszych wydań w Strasburgu i Kolonii (1474), poprzez wydanie w Paryżu (1878), aż do najnowszego wydania w 2022 (4 tomy). W 1502 została przetłumaczona na kataloński przez Ambrosia Montesina i wydrukowana w Alcalá de Henares. Dzięki temu metoda medytacji chrześcijańskiej została spopularyzowana w Hiszpanii. W 1522 podczas rekonwalescencji przeczytał ją Ignacy Loyola – wywarła decydujący wpływ na jego przemianę duchową oraz metodę zawartą w jego książce Ćwiczenia duchowne, po raz pierwszy wydanych w 1548.